# Lomatium vaginatum
Lomatium vaginatum är en flockblommig växtart som beskrevs av John Merle Coulter och Joseph Nelson Rose. Lomatium vaginatum ingår i släktet Lomatium och familjen flockblommiga växter. Inga underarter finns listade i Catalogue of Life.